# Air Combat (videójáték, 1995)
Az Air Combat 1995-ben megjelent játéktermi stílusú harci repülőgép-szimulációs videójáték, melyet a Namco fejlesztett és jelentetett meg PlayStationre. A cselekményében egy zsoldos légierőt állítanak össze, hogy megakadályozzák, hogy egy terroristaszervezet átvegye a kitalált Usea nevű ország kormányak feletti irányítását. A játékosok egy repülőgépet irányítanak, és egy sor küldetést kell teljesíteniük, amelyek céljai az ellenséges alakzatok megsemmisítésétől kezdve egy adott célpont ellenséges tűzzel szembeni védelméig terjednek. A küldetések teljesítéséért pénz jár, melyet új repülőgépek vásárlására lehet felhasználni, melyek mindegyike eltérő fegyverekkel és erősségekkel rendelkezik.
Az Air Combat az 1993-ban megjelent azonos című játéktermi játékon alapul, amely a Namco System 21 hardveren fut. Kató Maszanori és Mizuno Kazumi Namco-alkalmazottak lettek megbízva a játék átírásával az akkor újdonságnak számító PlayStationre, azonban miután ráeszméltek, hogy a konzol hardvere nem elég erős a játéktermi verzió játékmenetének megfelelő megjelenítéséhez, úgy döntöttek, hogy egy teljesen új játékot készítenek. Az Air Combatból 2,23 millió példányt szállítottak le világszerte és később a Sony The Best csökkentett árú termékvonalának tagjaként is újra kiadták. A kritikusok örömüket lelték a játék játéktermi-szerű játékmenetében, realizmusában és filmszerű megközelítésében, azonban többen kritizálták az átlagon aluli grafikáját és prezentációját. A játékból Ace Combat címen franchise született, melyből számos folytatás, spin-off és más médiaformák is készültek.

## Játékmenet

A játékos egy rakétát lőtt egy ellenség után

Az Air Combat harcirepülőgépszimulációs-videójáték egy játéktermi-szerű formátumban. A cselekményben egy terrorista szervezet meglepetésszerű katonai puccsot hajt végre a szövetséges nemzetek, konkrétan Usea fiktív országa ellen. A világszerte elkövetett támadásokra válaszul egy zsoldos légierőt állítanak össze, hogy megakadályozzák, hogy a terrorszervezet átvegye az irányítást a kormány felett.
A játékos a tizenhat irányítható repülőgép, köztük olyan modellek, mint az F–4 Phantom, a Szu–27 Flanker, az A–10 Thunderbolt II vagy az F–117 Nighthawk egyikét vezérli, és a játék tizenhét szintjének mindegyikét teljesítenie kell, melyek során különböző küldetési célokat kell végrehajtania. A küldetések az ellenséges osztagok megsemmisítésétől, egy szövetséges bázis ellenséges tűzzel szembeni védelmétől egy hatalmas csatahajó elpusztításáig terjednek. A küldetések teljesítéséért a játékos pénzt kap, amiből új repülőgépeket vásárolhat a saját személyes hangárjába. Extra pénzt lehet keresni az opcionális, „nem célpont” egységek elpusztításával is.
A játék negyedik küldetésétől kezdve egy szárnysegédet is be lehet vetni, aki segít megvédeni a játékost és harcol mellette. További szárnysegédeket is fel lehet bérelni a harcok során szerzett pénzzel. A játék lineáris formátumban halad előre. A fő egyjátékos kampány mellett van egy osztott képernyős többjátékos deathmatch mód is, ahol két játékos próbálja meg a lehető leggyorsabban elpusztítani egymást. A játékosok új repülőgépeket és különleges minijátékokat is feloldhatnak, ha a játék különböző pontjain meghatározott célokat teljesítenek. A játékosok az első és a harmadik személyű kameraállások között is válthatnak.

## Fejlesztés és megjelenés
Az Air Combatot Kató Maszanori Namco-játéktervező és Mizuno Kazumi -producer alkotta meg. A cég vezetői megbízták őket, hogy készítsék el az Air Combat című játéktermi játék otthoni változatát az akkor új PlayStation konzolra. Az játéktermi játék 1993-ban jelent meg a Namco poligonalapú System 21 hardverére, és hírhedt volt a háromdimenziós grafikája és technológiai képességei miatt. Az otthoni átirat fejlesztésének korai szakaszában problémák merültek fel, mivel a vállalat alkalmazottai nem hitték, hogy a PlayStation hardvere elég erős ahhoz, hogy megfelelően megjelenítse a játéktermi verzió játékmenetét. Ebben az időben a Namco elsősorban az olyan játéktermi játékok átiratainak fejlesztésére összpontosított, mint a Ridge Racer és a Cyber Sled, amelyek gyakran kizárólag a PlayStation-kiadásban szereplő tartalmakat is tartalmaztak. A csapat úgy gondolta, hogy a konzol-exkluzív funkciók nagyobb ösztönzést adnának a vásárlóknak a játék megvásárlására, ezért úgy döntöttek, hogy elvetik az egyszerű portolást, és helyette egy új játékot készítenek, amely a játéktermi játék alapmechanikáján alapul. Higasijama Aszahi projektvezető úgy vélte, hogy a PlayStation erősebb hardvere nagyobb potenciált adhat a játéknak és teret biztosíthat a bővítésre.
Az Air Combat 1995. június 30-án jelent meg Japánban Ace Combat címmel. Észak-Amerikában szeptember 9-én a konzol egyik nyitócímeként jelent meg, ezt október 13-án követte az európai megjelenés a Sony Computer Entertainment Europe jóvoltából. A játékot 1996. augusztus 9-én a Sony The Best csökkentett árú termékvonalának tagjaként újra megjelentették Japánban. 2005. augusztus 25-én az EZweb tartalomszolgáltatón keresztül megjelent egy japán mobiltelefonos verzió.

## Fogadtatás
| Szerző          | Értékelés |
| --------------- | --------- |
| AllGame         | [ 13 ]    |
| Famicú          | 31/40     |
| GameFan         | 92/100    |
| GamePro         | 3,5/5     |
| IGN             | 7/10      |
| Next Generation | [ 17 ]    |
| OPM (UK)        | 6/10      |
| Coming Soon     | [ 19 ]    |

Az Air Combat kereskedelmi sikernek bizonyult. Japánban a megjelenésének hetében több, mint 246 000 példányt adtak el a játékból, illetve összesen közel 600 000-et. 2008-ig 2,23 millió példányt szállítottak le a játékból, ezzel a sorozat második legkelendőbb játéka volt az Ace Combat: Distant Thunder után. A Famicú odaítélte a játéknak az „ezüst hírességek csarnoka” díját, míg az Electronic Gaming Monthly az „1995-ös év legjobb repülőgép-szimulátora” díját.
A kritikusok elsősorban a játékmenetet emelték ki, szerintük a játék addiktív, játéktermi jellegű. Nick Rox a GameFan magazinban a játékot „messze a legjobb repülőgép-szimulátornak” nevezte. Az IGN szerkesztői kedvezően hasonlították a játékot Warhawkhoz, és dicsérték az akciódús játékmenetét, mint ahogyan Michael House az AllGame hasábjain vagy a Coming Soon egyik szerkesztője is. House-nak szintén tetszett a játék addiktivitása és hosszú élettartama. A Famicú négy elemzője szerint az Air Combat szórakoztató, változatos és akciódús, azonban szerintük további pályák a hasznára válhattak volna. Több kritikus szerint is lassan és unalmasan indul a játék, de egy idő után egyre szórakoztatóbb lesz; a GamePro azt írta, hogy „a türelmes játékosok fokozatosan belemerülhetnek a lebilincselő játékmenetbe”. A Next Generation stábja egy rövid 1997-ben megjelent elemzésben azt írta, hogy a játék más játékokhoz képest nem tartotta magát jól, megjegyezték, hogy az ugyan kielégítő minőségű repülőgép-szimulátor, azonban nem olyan szórakoztató, mint a riválisai. Az irányítást szintén dicsérték, a Coming Soon és a Famicú is azt írta, hogy az az egyik legvalósághűbb konzolos repülőgép-szimulátorrá tette. Az Air Combatot a filmszerű átvezető jelenetei, a valósághű hangeffektjei, valamint a feloldható elemek mennyisége miatt is dicsérték.
A kritikusok az Air Combat grafikáját és prezentációját átlagon alulinak tekintették. House értetlenül állt a dolog előtt, mivel a Namco más akkori PlayStation-játékai nagy felbontású grafikával rendelkeztek. Az IGN szerint a grafika, amelyet az állandó villódzás miatt kritizáltak, a játék leggyengébb pontja volt a gyenge prezentáció mellett. Air Hendrix a GamePro hasábjain szintén krizálta az unalmas és nem túl vonzó képi világot. Ezzel szemben a GameFan és a Coming Soon dicsérte ezeket a valósághűségük és a részletességük miatt. A Famicú az IGN-hez hasonlóan megjegyezte, hogy a grafika a játék mélypontja, azzal érvelve, hogy a játéktermi elődje, az Air Combat 22 sokkal jobb látványvilággal rendelkezett. A kritikusoknak tetszett a játék küldetéseinek változatossága, hogy a későbbi pályák nem a korábbiak egyszerű ismétlése. Az AllGame és a Famicú is külön kiemelte, hogy ez sokat hozzátesz a játék újrajátszhatósági faktorához. Hendrix úgy vélte, hogy a pályák ugyan viszonylag kifinomultak, azonban a korai pályákat túl unalmasnak nevezte. A játék zenei anyaga is kritikai elismerésben részesült, House azt a játék egyik legjobb pontjának nevezte.

## Fordítás
- Ez a szócikk részben vagy egészben  az   Air Combat című angol Wikipédia-szócikk ezen változatának fordításán alapul.  Az eredeti cikk szerkesztőit annak laptörténete sorolja fel. Ez a jelzés csupán a megfogalmazás eredetét és a szerzői jogokat jelzi, nem szolgál a cikkben szereplő információk forrásmegjelöléseként.